# Cua de ventall muntanyenc de Buru
El cua de ventall muntanyenc de Buru (Rhipidura superflua) és un ocell de la família dels dicrúrids (Dicruridae).

## Hàbitat i distribució
Habita els boscos de l'illa de Buru, a les Moluques meridionals.